# Franc Kavčič
Franz Caucig, Franco Caucig ou Francesco Caucig, também conhecido em esloveno como Franc Kavčič ou Frančišek Caucig (4 de dezembro de 1755, Gorizia - 17 de novembro de 1828, Viena) foi um pintor e desenhista neoclássico de origem eslovena. Ele foi um dos maiores representantes do Neoclassicismo da Europa Central. Alcançou as mais altas posições e reconhecimentos de todos os artistas de ascendência eslovena.
1. ↑  Wiki (21 de janeiro de 2024). «Franz Caucig». From Wikipedia, the free encyclopedia. Wikipedia (em inglês). Consultado em 20 de março de 2024